# Edward D. Freis
Edward D. Freis, né le 13 mai 1912 à Chicago et mort le 1er février 2005, est un médecin et chercheur américain, qui a reçu le Prix Albert-Lasker pour ses études sur le traitement de l'hypertension.

## Jeunesse
Edward David Freis est né à Chicago, dans l'Illinois, le 3 mai 1912, fils des immigrants lituaniens Roy et Rose Freis. Il a l'intention de devenir acteur, mais après quelques spectacles, il se rend compte que jouer n'est pas pour lui et il décide de devenir médecin.
Freis obtient son BS de l'Université de l'Arizona en 1936 et son doctorat en médecine du Collège des médecins et chirurgiens de l'Université Columbia. Après l'obtention de son diplôme, un stage et une résidence d'un an dans les hôpitaux de la région de Boston, il rejoint l'United States Army Air Corps, comme chef adjoint, puis chef du service de laboratoire à Lincoln Air Force Base de 1942 à 1944, et le service de laboratoire pour le programme de recherche sur la fièvre rhumatismale de l'USAAF à Gowen Field de 1944 à 1945. À la fin de la guerre, Freis retourne à Boston, avec une bourse de recherche à l'Evans Memorial Hospital, où il travaille sous la direction de Robert Wilkins.

## Carrière
Freis rencontre Chester Keefer, qui fait des essais sur la pénicilline, et décide de devenir chercheur. Il travaille pour le Département des Anciens combattants des États-Unis à Washington, DC, se spécialisant dans l'étude de l'hypertension. En 1949, Freis est nommé chef adjoint du service médical et est également professeur clinique adjoint de médecine à l'Université de Georgetown. Il est ensuite directeur du laboratoire de recherche cardiovasculaire et chef de la clinique d'hypertension à Georgetown. En 1954, Freis est promu chef du service médical VA, et en 1959, il est également nommé enquêteur médical principal.
Au début du XXe siècle, l'hypertension n'est pas considérée comme une maladie, mais comme un élément normal du vieillissement. En fait, la communauté médicale estime que l'hypertension artérielle est une bonne chose, car elle améliore la circulation. Même ainsi, il n'existe aucun moyen fiable de réduire l'hypertension artérielle jusqu'aux années 1940. Mais les études de Freis, publiées pour la première fois dans le New England Journal of Medicine en 1954, puis élargies plus tard dans les années 1960, montrent que l'hypertension augmente en fait la probabilité d'accident vasculaire cérébral et de crise cardiaque. L'étude des années 1960 dure cinq ans (1964-1969) et est conçue pour déterminer si le traitement de l'hypertension aiderait à prévenir les décès et les blessures dus à des complications dues à un accident vasculaire cérébral, à des lésions rénales, à une insuffisance cardiaque congestive et à une crise cardiaque. L'étude révèle que le traitement réduit considérablement le nombre d'accidents vasculaires cérébraux, d'insuffisance cardiaque congestive et de lésions rénales, mais n'empêche pas les crises cardiaques et la mort cardiaque subite. L'étude est l'un des premiers essais cliniques randomisés, en double aveugle et multi-institutionnels jamais réalisés aux États-Unis.
L'étude est publiée en 1970 mais suscite peu d'enthousiasme de la part de la communauté scientifique et médicale. Cependant, Freis reçoit le prix Lasker en 1971 pour ses études, citées pour "une démonstration exemplaire du potentiel de la médecine préventive". Après cette étude, Freis continue à gérer des études coopératives sur l'hypertension et est reconnu comme une autorité de premier plan sur l'hypertension par ses collègues chercheurs. Son livre avec Gina Kolata, The High Blood Pressure Book, remporte le prix Howard Blakeslee de l'American Heart Association en 1980.